# 座旗增九
天貓座21，又名BD+49 1623，HD 58142、SAO 41764、HR 2818，是天貓座的一颗恒星，视星等为4.64，位于銀經168.71，銀緯25.75，其B1900.0坐标为赤經7h 19m 10.2s，赤緯+49° 25.75′ 36″。